# Řád Hášimovců
Řád Hášimovců (arabsky: Wisam al-Hašimi) byl nejvyšší čestný řád Iráckého království. Založen byl roku 1932 iráckým králem Fajsalem I. Pojmenován je podle dynastie Hášimovců.

## Historie
Řád byl založen roku 1932 prvním iráckým králem Fajsalem I. zákonem č. 40. a byl udílen v jediné třídě velkého řádového řetězu. Byl určen k vyznamenávání zahraničních hlav států a také předních osob Iráckého království. Král Fajsal II. v roce 1940 zákonem číslo 29 přidal druhou třídu –velkostuhu. Tato třída byla určena princům a princeznám hášimovské dynastie, pro členy zahraničních vládnoucích dynastií a předsedům vlád.
Po zániku Iráckého království v roce 1958 byl řád v témže roce zrušen.

## Třída
Řád byl původně udílen v jedné, později ve dvou řádných třídách:
- řetěz – Řádový oodznak se nosil kolem krku zavěšený na řádovém řetězu.
- velkostuha – Řádový odznak se nosil na široké stuze spadající z ramene na protilehlý bok.

## Insignie
Řádový řetěz se skládá z 13 arabesek, které se střídají s 12 šesticípými hvězdami. Hvězdy mají základní cípy ve tvaru kopí pokryté modrým smaltem. Na nich jsou položeny šesticípé bíle smaltované hvězdy s dvojitými paprsky se zlatým lemováním. Uprostřed nich je kulatý červeně smaltovaný medailon se zlatou iráckou korunou. Délka řetězu je 97 cm. K řetězu je připojen řádový odznak.
Řádový odznak má podobu zlaté šesticípé hvězdy s cípy ve tvaru kopí pokrytých zeleným (u řetězu modrým) smaltem se zlatým ornamentem. Mezi paprsky hvězdy jsou bíle smaltované lotosové květy se zlatým lemem. Uprostřed je kulatý červeně smaltovaný medailon ze zlatou iráckou korunou. Zadní strana je hladká.
Řádová hvězda svým vzhledem odpovídá řádovému odznaku. Velikost hvězdy je 110 mm.
Stuha řádu je zelená s hnědým pruhem uprostřed.